# Ibn Shuhayd
Abū Āmir Ahmed Ibn Shuhayd al-’Ashja’î (992-1035) ( أبو عامر أحمد إبن شُهيد الأشجعي ), poète andalou d'une lignée aristocratique arabe de la tribu Achjaà ibn Rayth ibn Ghatafane, fils d'un ministre d'Almanzor.
Il est l'auteur du célèbre traité "Risālat al-tawābi' wa-l-zawābi" (Épitre des génies, vers 1013-17), qui est un traité sophistiqué sur l'influence et l'inspiration poétiques, où il invite le lecteur à un voyage parodique et plein d'humour aux sources de l'inspiration poétique. C'est un recueil anthologique des poètes arabes précédents et de ses poèmes propres. L'épitre des génies est l'une des œuvres maitresses de la littérature andalouse, tant par son contenu comme par sa manière et par son originalité particulière.

## Traduction en français
- L’Épître des ombres et des trombes, trad. de  Philippe Vigreux, Arles, France, Actes Sud, 2013, 128 p.  (ISBN 978-2-330-02095-8)